# 多瑙河省 (南斯拉夫)

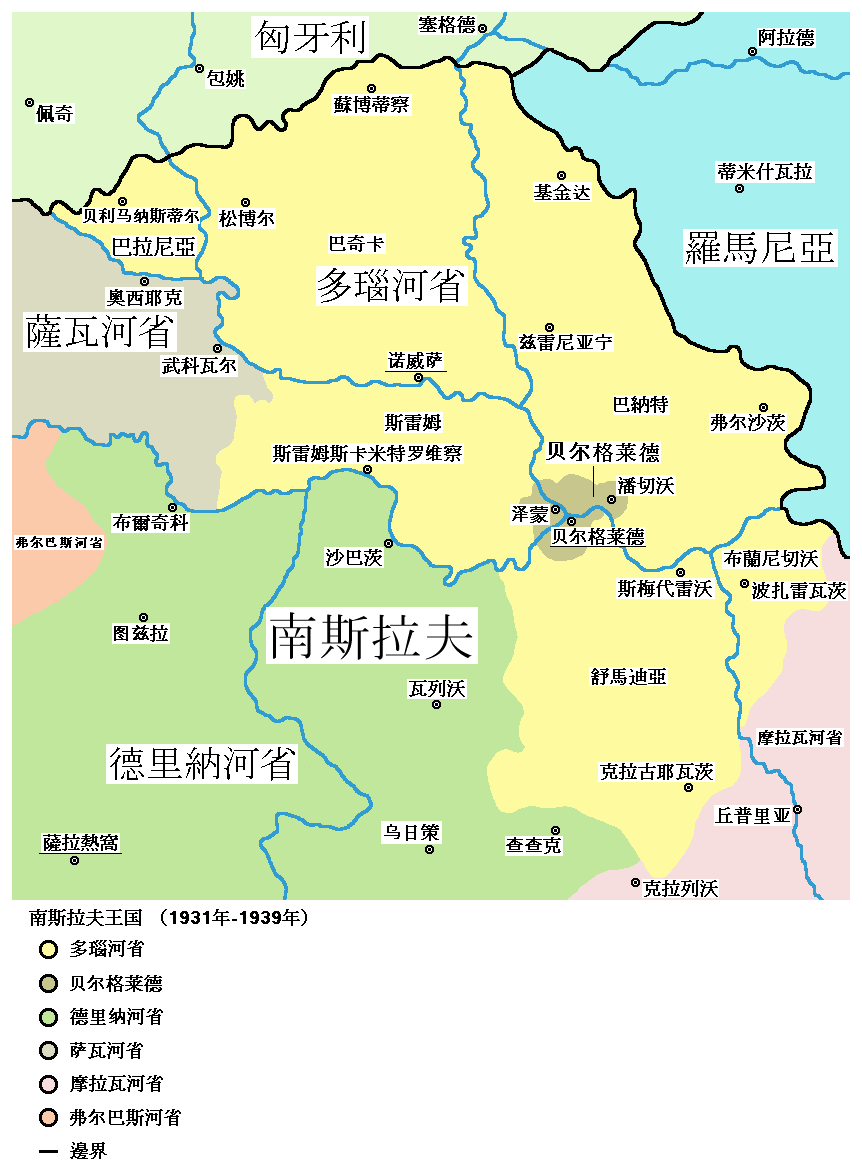
1939年的多瑙河省

多瑙河省 (塞尔维亚语和克罗地亚语：/) 在1929至41年是南斯拉夫王国的一个省，领土包括斯雷姆、巴奇卡、巴納特、巴拉尼亞、舒马迪亚和布拉尼切沃，因多瑙河而得名，首府是諾維薩德。

## 人口
根据1931年的人口调查，该省有2,387,495 名居民，包括塞尔维亚人和克罗地亚人 (56.9%)、马扎儿人 (18.2%)和德国人 (16.3%). 

## 历史

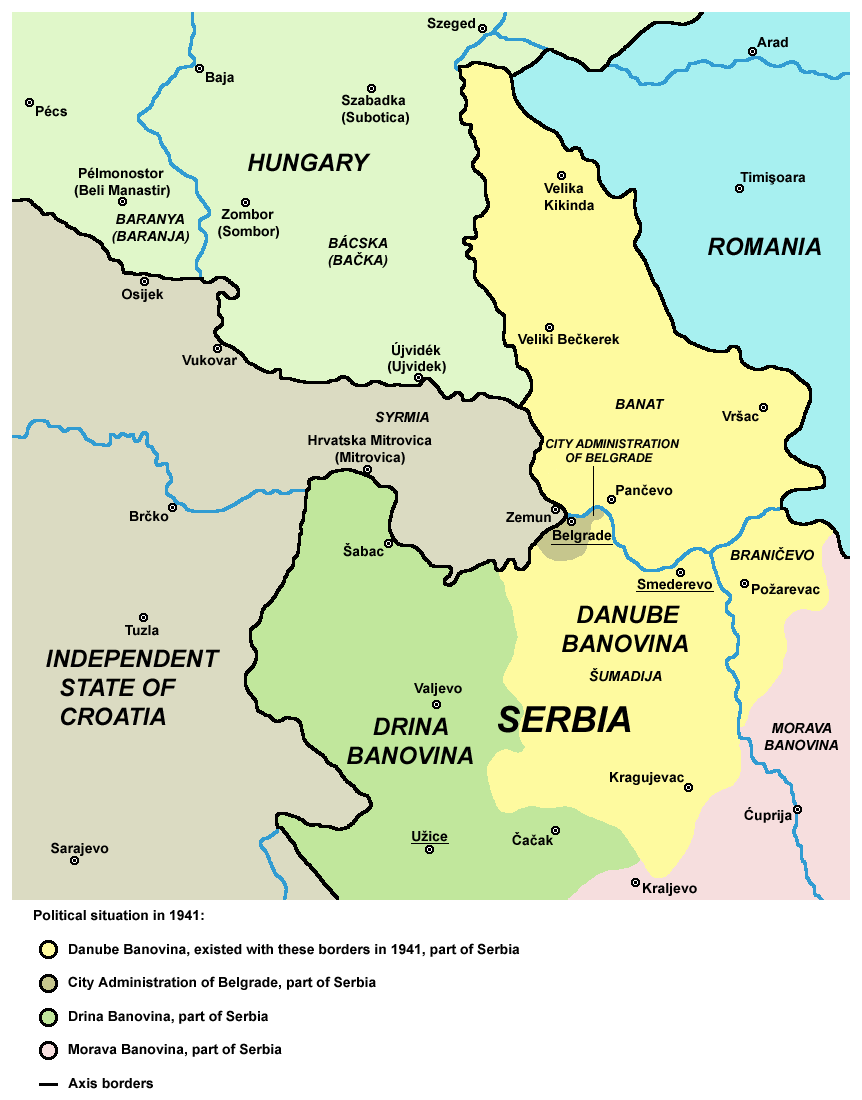
纳粹入侵后的多瑙河省

1939年，该省的希德 (Šid) 与伊洛克 (Ilok)并入新成立的克罗地亚省。
1941年，该省被轴心国占领和废除。巴奇卡和巴拉尼亞併入匈牙利，而敘尔米亚则并入克罗地亚独立国。余下部分包括巴纳特、舒马迪亚和布拉尼切沃，在1941至44年并入纳粹德国的塞尔维亚占领区，首府为斯梅代雷沃。巴纳特成为独立的自治区，由德国裔少数族群管理。
1945年，该地成为南斯拉夫社会主义联邦共和国下辖的塞尔维亚部分。其名字改为历史名称伏伊伏丁那，首府仍是诺维萨德。该省包括斯雷姆、巴纳特和巴奇卡。巴拉尼亚并入克罗地亚，而舒马迪亚和布拉尼切沃则并入塞尔维亚本部 (中塞尔维亚)。

## 城市
该地的城市包括诺维萨德、苏博蒂察、兹雷尼亚宁 (当时称为佩特罗夫格拉德)、松博尔、基金达 (当时称为大基金达)、斯雷姆斯卡米特罗维察（当时称为米特罗维察）、克拉古耶瓦茨、斯梅代雷沃和波扎雷瓦茨。

## 参看
- 伏伊伏丁那

45°20′00″N 19°51′00″E / 45.3333°N 19.8500°E